# Sturmiopsis
Sturmiopsis – rodzaj muchówek z rodziny rączycowatych (Tachinidae).

## Wybrane gatunki
- S. angustifrons Mesnil, 1959
- S. inferens Townsend, 1916[1]
- S. parasitica (Curran, 1939)